# Eulophia clitellifera
Eulophia clitellifera là một loài thực vật có hoa trong họ Lan. Loài này được (Rchb.f.) Bolus mô tả khoa học đầu tiên năm 1889.